# Сизорс (Тексас)
Сизорс (енгл. Scissors) насељено је место без административног статуса у америчкој савезној држави Тексас.

## Демографија
По попису из 2010. године број становника је 3.186, што је 381 (13,6%) становника више него 2000. године.
| Група             | 2000.         | 2010.         |
| Белци             | 17 (0,6%)     | 78 (2,4%)     |
| Афроамериканци    | 1 (0,0%)      | 1 (0,0%)      |
| Азијати           | 0 (0,0%)      | 2 (0,1%)      |
| Хиспаноамериканци | 2.783 (99,2%) | 3.107 (97,5%) |
| Укупно            | 2.805         | 3.186         |